# Stejleplads
En stejleplads betegner det område, hvor fiskere hænger sine fiskegarn på stejler (pæle) for at tørres og renses, og hvor fisk bliver ophængt til tørring. 